# 東基爾布萊德、斯特雷文和萊斯馬黑戈 (英國國會選區)
東基爾布萊德、斯特雷文和萊斯馬黑戈（英語：East Kilbride, Strathaven and Lesmahagow），英國國會蘇格蘭一郡選區，包括南拉納克郡一部。選區始創於2005年。
本區當區議員自創設以來皆為工黨人士。2010年大選中米高·麥卡恩以51.5%選票繼承了阿當·英格藍的議席。五年後選區落入蘇格蘭民族黨至今。